# Никос Захариадис
Никос Захариадис (на гръцки: Νίκος Ζαχαριάδης, 27 април 1903 г., Одрин, Османската империя - 1 август 1973 г., Сургут, РСФСР, СССР) е лидер на гръцкото работническо движение. Генерален секретар на Комунистическата партия на Гърция от 1931 до 1956 година.

## Биография
Никос Захариадис е роден в 1903 година в Одрин, в заможно гръцко семейство на тютюнев експерт. От млад работи на пристанището в Истанбул като докер, и участва в стачното движение в града. След Гръцко-турската война и последвалата Малоазийска катастрофа, семейството му се изселва в Гърция и изпада в мизерия. През 1923 година той емигрира в СССР и се включва в комунистическото движение. През същата година, той е изпратен обратно в Гърция, за да организира Младежкия комунистически съюз. Заради дейността си е арестуван. Впоследствие успява да избяга обратно в Съветския съюз. Завършва Комунистическия университет на трудещите се от Изтока „Й. В. Сталин“ в Москва. През 1931 г. той е изпратен отново в Гърция за възстановяване силно разединената ГКП и през същата година е избран за неин генерален секретар. През 1935 г., по време на VII конгрес на Комунистическия интернационал, той е избран в неговия Изпълнителен комитет. В годините до 1936 г. Захариадис е успешен лидер на и утроява броя на членовете, като партията печели места в гръцкия парламент.
От 1936 година и идването на власт на диктатора Йоанис Метаксас до края на Втората световна война през 1945 година, многократно е затварян в гръцки затвори и в германски концентрационни лагери. През май 1945 година той е освободен и се връща в Гърция от германския лагер в Дахау. В Гръцката гражданска война от 1946 до 1949 година командва Демократичната армия на Гърция. Войната завършва с разгрома на армията на Захариадис, след което той заедно с щаба на КПГ се прехвърля в Албания, след това в Букурещ, Румъния. Впоследствие отново се мести в СССР. При разрива на Сталин и Тито, той подкрепя твърдо Сталин, като рязко се противопоставя на политиката на Тито.
След смъртта на Сталин, и поведената от Хрушчов борба с култа към личността му, Захариадис изпада в немилост. На VII разширен пленум на Централния комитет на КПГ (18-24 февруари 1957 г.) е решено той да бъде освободен от длъжността председател на ЦК и да бъде изключен от партията като „сталинист“. След това той е интерниран в Боровичи (област Новгород), където работи като началник на горското стопанство под името Николай Николаевич Николаев. Впоследствие е депортиран в Ханти-Мансийск в Тюменска област. На 16 юли 1970 година му е признат статут на политически емигрант. По това време той вече е изпаднал в дълбока депресия. По-късно живее в изгнание под фалшиво име в Сургут, където се самоубива на 1 август 1973 година. Погребан е в Тюмен, а след разпада на СССР, през декември 1991 година, е препогребан в Атина, Гърция. На 2 октомври 2011 година. Комунистическата партия на Гърция официално го реабилитира. През септември 2014 година в Сургут, на сградата, в която е работил Захариадис, е открита негова паметна плоча.